# Neulliac
Ne doit pas être confondu avec Neuillac.
Neulliac [nøljak] est une commune française, située dans le département du Morbihan en région Bretagne.
Ses habitants sont appelés les Neulliacois et les Neulliacoises. On peut y trouver notamment la chapelle Notre-Dame-de-Carmès datant du XVe siècle et classée monument historique.

## Géographie
| Saint-Aignan | Mûr-de-Bretagne (Côtes-d'Armor) | Kergrist      |
| Cléguérec    | Neulliac                        | Saint-Gérand  |
|              | Pontivy                         | Noyal-Pontivy |

Neulliac est bordée par le canal du Blavet (fleuve canalisé) sur son côté ouest, et par le canal de Nantes à Brest (canal de jonction entre l'Oust et le Blavet) sur son côté est.

### Hydrographie
Pour un article plus général, voir Réseau hydrographique du Morbihan.
La commune est située dans le bassin Loire-Bretagne. Elle est drainée par le Blavet, le canal de Nantes à Brest, le Douric, le Lotavy, le Guernic et divers autres petits cours d'eau,.
Le Blavet, d'une longueur de 149 km, prend sa source dans la commune de Bourbriac et se jette  dans le canal de Nantes à Brest en limite de Plélauff et de Gouarec, après avoir traversé 31 communes.  Les caractéristiques hydrologiques du Blavet sont données par la station hydrologique située sur la commune. Le débit moyen mensuel est de 12,4 m3/s. Le débit moyen journalier maximum est de 176 m3/s, atteint lors de la crue du 13 décembre 2000. Le débit instantané maximal est quant à lui de 186 m3/s, atteint le 1er janvier 1995.
Le canal de Nantes à Brest est un canal, chenal et un estuaire et un cours d'eau naturel navigable sur une grande partie de son cours, d'une longueur de 364 km, prend sa source dans la commune de Nort-sur-Erdre et se jette  dans la Loire à Nantes. 
Le Douric, d'une longueur de 12 km, prend sa source dans la commune de Kergrist et se jette  dans le canal de Nantes à Brest à Pontivy, après avoir traversé quatre communes. 
Le Lotavy, d'une longueur de 11 km, prend sa source dans la commune de Guerlédan et se jette  dans le canal de Nantes à Brest à Guerlédan, après avoir traversé quatre communes. 

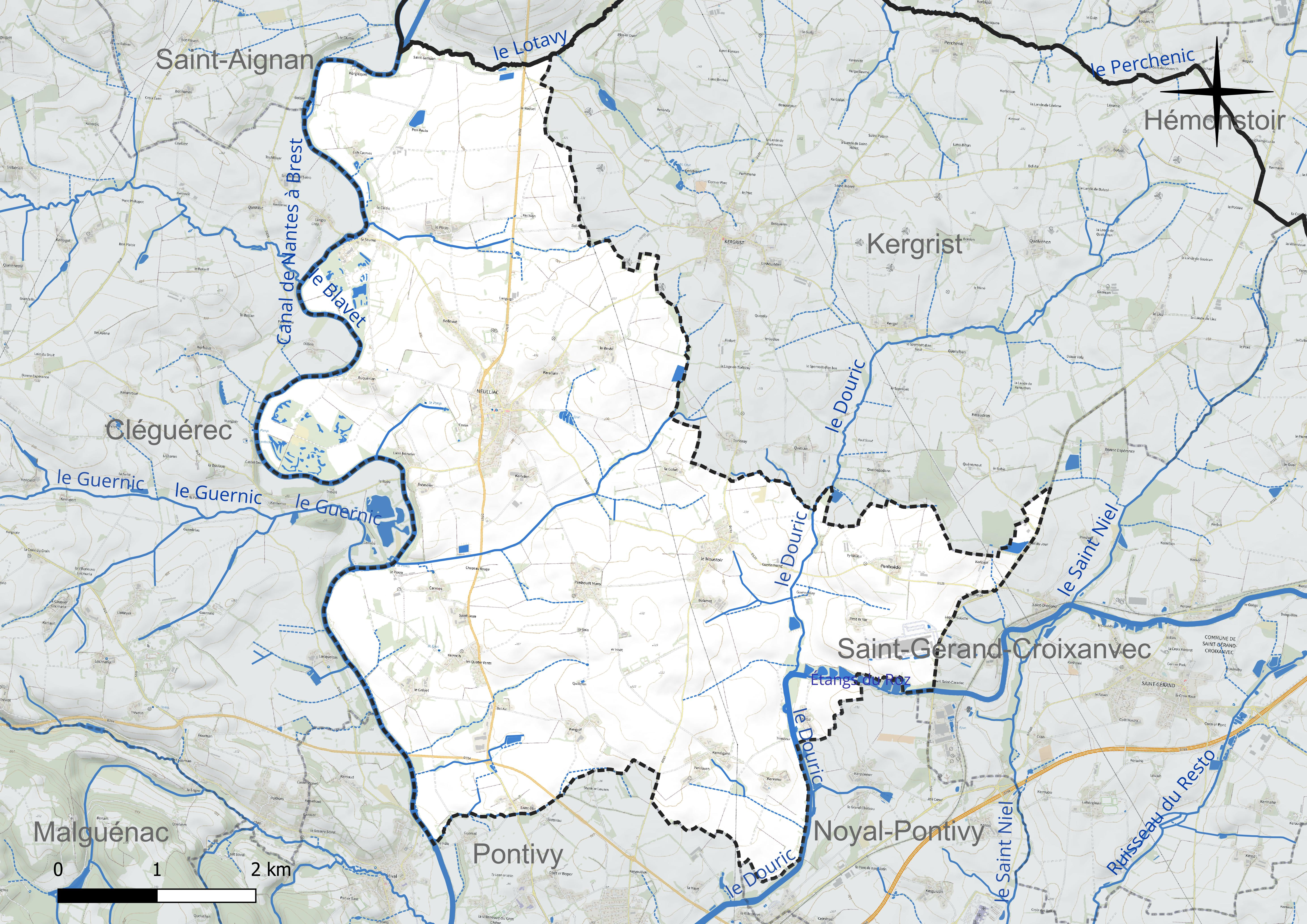
Réseau hydrographique de Neulliac.

### Climat
Pour des articles plus généraux, voir Climat de la Bretagne et Climat du Morbihan.
En 2010, le climat de la commune est de type climat océanique franc, selon une étude du CNRS s'appuyant sur une série de données couvrant la période 1971-2000. En 2020, Météo-France publie une typologie des climats de la France métropolitaine dans laquelle la commune est exposée à un climat océanique et est dans la région climatique  Finistère nord, caractérisée par une pluviométrie élevée, des températures douces en hiver (6 °C), fraîches en été et des vents forts. Parallèlement l'observatoire de l'environnement en Bretagne publie en 2020 un zonage climatique de la région Bretagne, s'appuyant sur des données de Météo-France de 2009. La commune est, selon ce zonage, dans la zone « Intérieur  », exposée à un climat médian, à dominante océanique.  
Pour la période 1971-2000, la température annuelle moyenne est de 11,2 °C, avec une amplitude thermique annuelle de 11,8 °C. Le cumul annuel moyen de précipitations est de 955 mm, avec 14,5 jours de précipitations en janvier et 6,7 jours en juillet. Pour la période 1991-2020, la température moyenne annuelle observée sur la station météorologique la plus proche, située sur la commune de Moréac à 26 km à vol d'oiseau, est de 12,0 °C et le cumul annuel moyen de précipitations est de 1 043,7 mm,. Pour l'avenir, les paramètres climatiques de la commune estimés pour 2050 selon différents scénarios d’émission de gaz à effet de serre sont consultables sur un site dédié publié par Météo-France en novembre 2022.

## Urbanisme

### Typologie
Au 1er janvier 2024, Neulliac est catégorisée commune rurale à habitat dispersé, selon la nouvelle grille communale de densité à sept niveaux définie par l'Insee en 2022.
Elle est située hors unité urbaine. Par ailleurs la commune fait partie de l'aire d'attraction de Pontivy, dont elle est une commune de la couronne,. Cette aire, qui regroupe 16 communes, est catégorisée dans les aires de moins de 50 000 habitants,.

### Occupation des sols

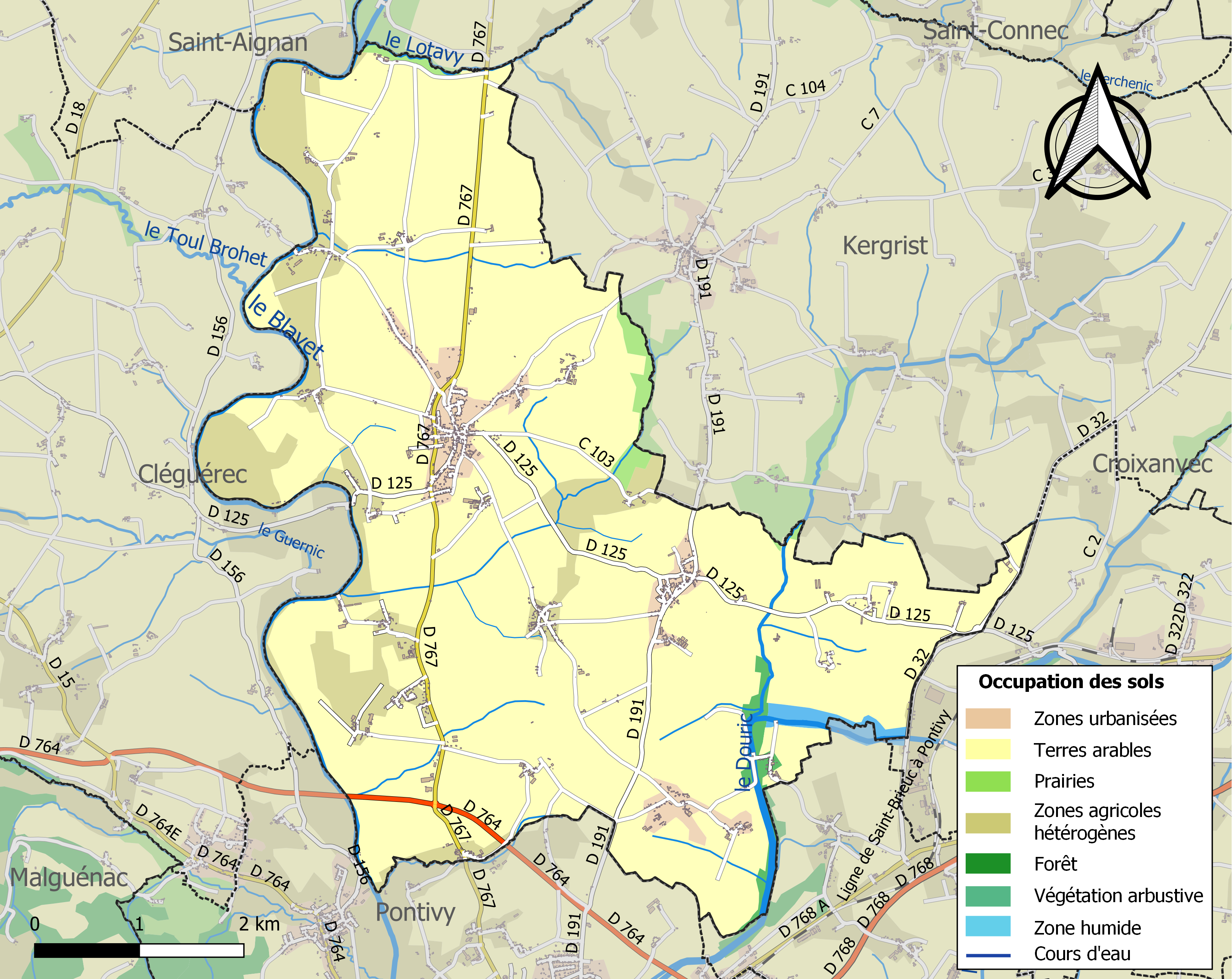
Carte des infrastructures et de l'occupation des sols de la commune en 2018 (CLC).

Le tableau ci-dessous présente l' occupation des sols de la commune en 2018, telle qu'elle ressort de la base de données européenne d’occupation biophysique des sols Corine Land Cover (CLC). Neulliac appartient au bassin agricole de Pontivy, un territoire s'étendant au nord, à l'est et au sud de cette ville voué à l'agriculture intensive et caractérisé par la prédominance des grandes parcelles de terres sur les petites ainsi que par la rareté des haies d'arbres et des espaces boisés.
| Type d’occupation                                                                   | Pourcentage | Superficie (en hectares) |
| ----------------------------------------------------------------------------------- | ----------- | ------------------------ |
| Tissu urbain discontinu                                                             | 4,1 %       | 127                      |
| Terres arables hors périmètres d'irrigation                                         | 81,1 %      | 2529                     |
| Prairies et autres surfaces toujours en herbe                                       | 1,1 %       | 35                       |
| Systèmes culturaux et parcellaires complexes                                        | 9,0 %       | 282                      |
| Surfaces essentiellement agricoles interrompues par des espaces naturels importants | 3,1 %       | 97                       |
| Forêts de feuillus                                                                  | 1,0 %       | 31                       |
| Plans d'eau                                                                         | 0,5 %       | 17                       |
| Source : Corine Land Cover                                                          |             |                          |

## Toponymie
Attestée sous les formes Niuliac en 1062, Nuiliac en 1082 et sous la forme latine Nuiliac Plebs, Neveliac ou Neveliag en 1245, Neuilliac en 1406, Neuiliac en 1428, Neuylliac en 1453, Neuillac en 1633.
Neuilieg en breton.
Ce toponyme dérive du breton insulaire Novios devenu nevez (nouveau) en breton contemporain.  Neuilieg - Neuillac pourrait, en son temps, avoir été une ville nouvelle par rapport à un habitat plus ancien.
L'origine de ce nom serait gallo-romaine : novellus-iacum ou terres nouvellement défrichées.

## Histoire

### Préhistoire
Une opération d'archéologie préventive menée en 2017 sur le site de Kergouët, a conduit à la découverte des vestiges de plans de deux maisons en bois et en terre, datées du Néolithique moyen, et d'enclos funéraires de l'âge du Bronze.

### Moyen-Âge
Selon un aveu de 1471, Neulliac était au sein de la Vicomté de Rohan, une des 46 paroisses ou trèves de la seigneurie proprement dite de Rohan.

### LeXXesiècle

#### La Belle Époque
Le 30 novembre 1902 plusieurs maires de la région, dont Valy, maire de Neulliac, réunis à Pontivy, signent un texte dans lequel ils refusent de surveiller si les prêtres de leur paroisse utilisent la langue française, et non la langue bretonne, lors des leçons de catéchisme et des instructions religieuses.
Un décret du Président de la République en date du 14 juin 1911 attribue, à défaut de bureau de bienfaisance, les biens ayant appartenu à la fabrique de Neulliac et actuellement placés sous séquestre à la commune de Neulliac.

## Politique et administration

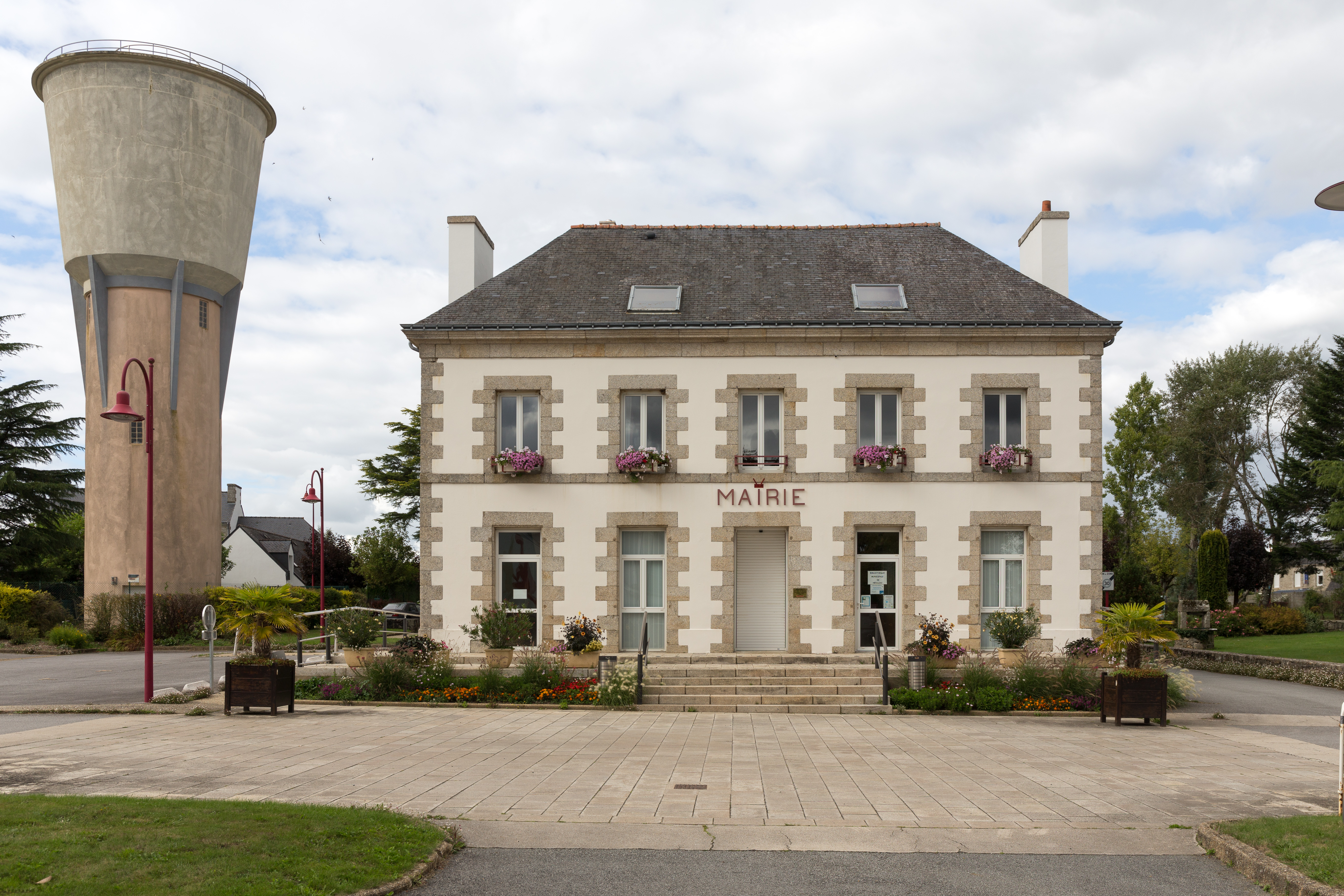
La mairie et le château d'eau.

| Période                                  | Période       | Identité              | Étiquette | Qualité            |
| ---------------------------------------- | ------------- | --------------------- | --------- | ------------------ |
| mai 1888                                 | mai 1896      | Denis Le Berre        |           |                    |
| mai 1896                                 | octobre 1903  | Joseph Marie Valy     |           |                    |
| décembre 1903                            | mai 1904      | Raoul Le Drogo        |           |                    |
| mai 1904                                 | avril 1918    | Joseph Marie Valy     |           |                    |
| juin 1919                                | juillet 1921  | Joachim Le Botmel     |           |                    |
| août 1921                                | mai 1935      | Pierre Berthelot      |           |                    |
| mai 1935                                 | novembre 1942 | Joseph Valy           |           |                    |
| novembre 1942                            | janvier 1945  | Joachim Baudic        |           |                    |
| janvier 1945                             | mai 1945      | Joseph Valy           |           |                    |
| mai 1945                                 | janvier 1955  | Mathurin Videlo       |           |                    |
| février 1955                             | juin 1959     | Yves Coëtmeur         |           |                    |
| mars 1959                                | juin 1995     | Marcel Potier         |           | Conseiller général |
| juin 1995                                |               | Francis Rault         |           |                    |
| 2014 Réélu en 2020                       | En cours      | Jean-Pierre Le Ponner |           |                    |
| Les données manquantes sont à compléter. |               |                       |           |                    |

## Démographie
L'évolution du nombre d'habitants est connue à travers les recensements de la population effectués dans la commune depuis 1793. Pour les communes de moins de 10 000 habitants, une enquête de recensement portant sur toute la population est réalisée tous les cinq ans, les populations de référence des années intermédiaires étant quant à elles estimées par interpolation ou extrapolation. Pour la commune, le premier recensement exhaustif entrant dans le cadre du nouveau dispositif a été réalisé en 2006.

En 2022, la commune comptait 1 476 habitants, en évolution de +4,16 % par rapport à 2016 (Morbihan : +3,82 %, France hors Mayotte : +2,11 %).
| 1793  | 1800  | 1806  | 1821  | 1831  | 1836  | 1841  | 1846  | 1851  |
| ----- | ----- | ----- | ----- | ----- | ----- | ----- | ----- | ----- |
| 2 003 | 2 372 | 1 770 | 1 807 | 1 956 | 1 931 | 1 874 | 2 065 | 2 111 |

| 1856  | 1861  | 1866  | 1872  | 1876  | 1881  | 1886  | 1891  | 1896  |
| ----- | ----- | ----- | ----- | ----- | ----- | ----- | ----- | ----- |
| 1 941 | 1 920 | 1 919 | 1 851 | 1 854 | 1 867 | 1 835 | 1 910 | 1 905 |

| 1901  | 1906  | 1911  | 1921  | 1926  | 1931  | 1936  | 1946  | 1954  |
| ----- | ----- | ----- | ----- | ----- | ----- | ----- | ----- | ----- |
| 1 899 | 1 863 | 1 836 | 1 675 | 1 674 | 1 748 | 1 575 | 1 512 | 1 447 |

| 1962  | 1968  | 1975  | 1982  | 1990  | 1999  | 2006  | 2011  | 2016  |
| ----- | ----- | ----- | ----- | ----- | ----- | ----- | ----- | ----- |
| 1 431 | 1 319 | 1 305 | 1 430 | 1 466 | 1 465 | 1 510 | 1 464 | 1 417 |

| 2021  | 2022  | - | - | - | - | - | - | - |
| ----- | ----- | - | - | - | - | - | - | - |
| 1 447 | 1 476 | - | - | - | - | - | - | - |

## Culture locale et patrimoine

### Héraldique
|  | Les armoiries de Neulliac se blasonnent ainsi : Parti : au 1er de gueules à la clé d'argent à dextre et à l'épée basse d'or à senestre, au 2e d'argent à trois mouchetures d'hermine de sable ; le tout sommé d'un chef de sinople chargé d'une ancre marine versée d'or accostée de deux pommes de pin du même, le pédoncule en bas. Création Jean-François Binon. |

### Lieux et monuments

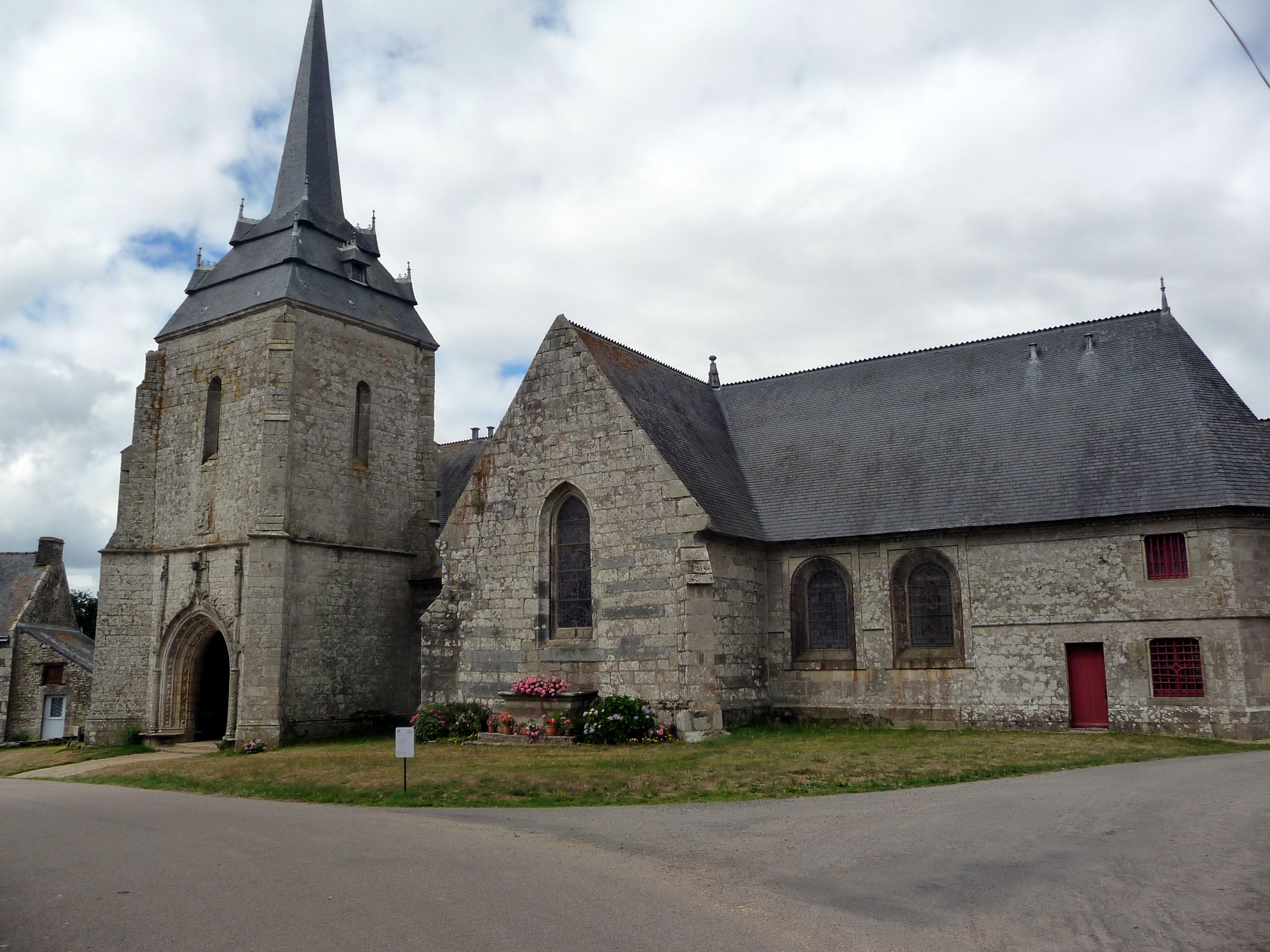
La chapelle Notre-Dame-de-Carmès.

- Chapelle Notre-Dame-de-Carmès, XVe et XVIIIe siècles ;
- Église Saint-Pierre-et-Saint-Paul ;
- Manoir de Kergicquel (XVIIe siècle), il est inscrit à l'inventaire général du patrimoine culturel[34] ;
- Premier manoir d'Auquinian (XVIIIe siècle), il est inscrit à l'inventaire général du patrimoine culturel[35] ;
- Deuxième manoir d'Auquinian (XVIIIe siècle), il est inscrit à l'inventaire général du patrimoine culturel[36].

## Personnalités liées à la commune
- Jeanne Marie Le Calvé, dite Mère Denis (1893-1989), lavandière célèbre pour avoir été la figure emblématique de publicités pour la marque de machines à laver Vedette.
- Jean Le Coutaller (1905-1960), maire de Lorient et ministre.